# Kebon Rejo
Kebon Rejo is een bestuurslaag in het regentschap Pasuruan van de provincie Oost-Java, Indonesië. Kebon Rejo telt 3319 inwoners (volkstelling 2010).